# Tomiko Yoshikawa

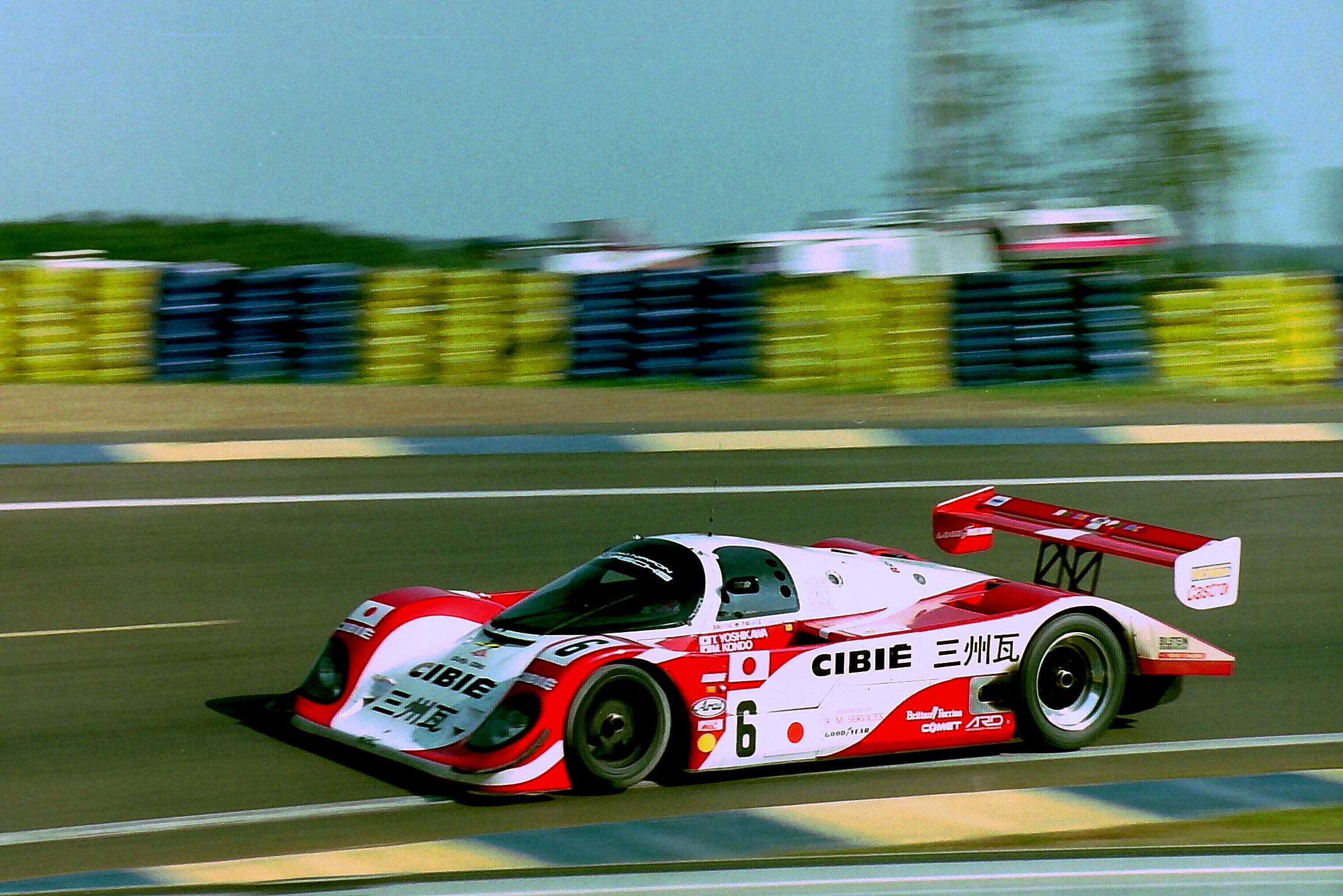
Der Porsche 962C GTi von Tomiko Yoshikawa, Jun Harada und Masahiko Kondō beim 24-Stunden-Rennen von Le Mans 1994

Tomiko Yoshikawa (jap. 吉川 とみ子, Yoshikawa Tomiko; * 10. März 1954 in Ōharu in der Präfektur Aichi) ist eine ehemalige japanische Autorennfahrerin.

## Karriere
Tomiko Yoshikawa war die erste Japanerin, die beim 24-Stunden-Rennen von Le Mans am Start war. Yoshikawa fuhr in den 1980er-Jahren in der Japanischen Formel-3-Meisterschaft. Ihre beste Platzierung in der Meisterschaft erreichte sie 1983 mit dem zehnten Gesamtrang. Ab 1989 bis zum Ende ihrer Rennkarriere 2005 bestritt sie GT- und Sportwagenrennen.
In Le Mans war sie viermal am Start, kam aber nie in die Wertung der Klassierten. Mehrmals war sie auch beim 1000-km-Rennen von Suzuka gemeldet, mit dem besten Ergebnis im Schlussklassement 1992, als sie Gesamtsiebte wurde.

## Statistik

### Le-Mans-Ergebnisse
| Jahr | Team                    | Fahrzeug         | Teamkollege  | Teamkollege     | Platzierung     | Ausfallgrund     |
| ---- | ----------------------- | ---------------- | ------------ | --------------- | --------------- | ---------------- |
| 1992 | Chamberlain Engineering | Spice SE89C      | Jun Harada   | Kenta Shimamura | nicht klassiert |                  |
| 1993 | Courage Compétition     | Courage C30LM    | Carlos Moran | Alessandro Gini | Ausfall         | Unfall           |
| 1994 | Ada Engineering Ltd.    | Porsche 962C GTI | Jun Harada   | Masahiko Kondō  | nicht klassiert |                  |
| 1995 | SARD Co. Ltd.           | Sard MC8-R       | Alain Ferté  | Kenny Acheson   | Ausfall         | Kupplungsschaden |

### Einzelergebnisse in der Sportwagen-Weltmeisterschaft
| Saison | Team                    | Rennwagen   | 1   | 2   | 3   | 4   | 5   | 6   |
| ------ | ----------------------- | ----------- | --- | --- | --- | --- | --- | --- |
| 1992   | Chamberlain Engineering | Spice SE89C | MON | SIL | LEM | DON | SUZ | MAG |
| 1992   | Chamberlain Engineering | Spice SE89C |     |     | DNF |     | 7   |     |